# Юта Филипс
Брус Дънкан „Юта“ Филипс (на английски: Bruce Duncan „Utah“ Phillips) (15 май 1935 – 23 май 2008) е американски трудов организатор, фолклорен певец, разказвач и поет. Той описва борбите на профсъюзите и силата на прякото действие, самоопределяйки се като анархист. Той често популяризира индустриалните работници на света в своята музика, действия и думи.

## Биография

### Ранни години
Филипс е роден в Кливланд в семейството на Едуин Дероджър Филипс и Франсис Катлийн Коутс. Баща му, Едуин Филипс, е трудов организатор и активността на родителите му повлиява голяма част от работата на живота му. Филипс е член-носител на карти на Индустриалните работници на света (Wobblies) със седалище в Чикаго. Родителите му се развеждат и майка му се омъжва повторно. Филипс е осиновен на петгодишна възраст от втория си баща Сид Коен, който ръководи Хиподрумския театър в Кливланд, една от последните водевилни къщи в града. Коен премества семейството в Солт Лейк Сити, Юта, където управлява Lyric Theatre, друга водевилна къща. Филипс приписва ранното си излагане на водевил чрез втория си баща като важно влияние върху по-нататъшната му кариера.
Филипс посещава East High School в Солт Лейк Сити, където се занимава с изкуства и пиеси. Той служи в армията на Съединените щати в продължение на три години през 1950-те. Свидетелят на опустошението на следвоенна Корея повлиява значително на неговото социално и политическо мислене. След уволнението си от армията, Филипс кара влак в железниците и пишеше песни.

### Кариера
Докато кара на релсите и тъпче на запад, Филипс се връща в Солт Лейк Сити, където среща Амон Хенаси от Католическото работническо движение. Той отдава дължимото на Хенаси за това, че го е спасил от живот на плаване към живот, посветен на използването на неговите дарби и таланти за активизъм и обществена служба. Филипс му помага да създаде мисионерска къща за гостоприемство, кръстена на активиста Джо Хил. Филипс работи в къщата на Джо Хил през следващите осем години, след което се кандидатира за Сената на САЩ като кандидат от Партията на мира и свободата на Юта през 1968 г. Той получава 2019 гласа (0,5%) на избори, спечелени от републиканеца Уолъс Ф. Бенет. Той също така се кандидатира за президент на Съединените щати през 1976 г. за партията Do-Nothing Party.
Той приема името У. Юта Филипс в съответствие с традицията на скитниците за приемане на псевдоним, който включва инициал и държава на произход, и в подражание на кънтри вокалиста Т. Тексас Тейлър.
Филипс се запознава с фолк певицата Розали Сорелс в началото на 50-те години и остава неин близък приятел. Сорелс започва да свири песните, които Филипс пише, и чрез нея музиката му започва да се разпространява. След като напуска Юта в края на 60-те години, той отива в Саратога Спрингс, Ню Йорк, където се сприятелява с фолклорната общност в кафенето Caffè Lena. Той се превръща в основен изпълнител там за десетилетие и ще се завръща през цялата си кариера.
Филипс говори пред Паметника на мъчениците от Хеймаркет на гробището „Валдхайм“, Форест Парк (край Чикаго) през май 1986 г. по време на церемонии в чест на 100-годишнината от аферата Хеймаркет.
Филипс е член на Индустриалните работници на света (IWW или Wobblies). Неговите възгледи за синдикатите и политиката са оформени от родителите му, особено от майка му, която е организатор на труда в CIO. Но Филипс е по-скоро християнски анархист и пацифист, така че открива, че съвременните от Wobblies са идеалното решение за него, иконоборец и художник. През последните години може би нито един човек не прави повече за разпространението на евангелието на Уоблис от Филипс, чиито безброй концерти всъщност са организиране на срещи за каузата на труда, синдикатите, анархизма, пацифизма и Уоблис. Той е страхотен интерпретатор на класически мелодии на Уоблис, включително „Алилуя, аз съм скитник“, „Проповедникът и робът“, и „Хляб и рози“.
Страстен „влаков бункер“, Филипс записва няколко албума с музика, свързана с железниците, особено с ерата на парните локомотиви. Неговият албум от 1973 г., Good Though!, е пример и съдържа песни като „Tate, What's a Train?“ и „Queen of the Rails“, както и това, което може би е най-известната му композиция, „Moose Turd Pie“, в която той разказва голяма история за работата си като танцьор, който ремонтира писти в югозападната пустиня на Съединените щати.
През 1991 г. Филипс записва наведнъж албум с песни, поезия и разкази, озаглавен I've Got To Know, вдъхновен от гнева му към първата война в Персийския залив. Албумът включва „Enola Gay“, първата му композиция, написана за атомната атака на Съединените щати над Хирошима и Нагасаки.
Филипс е ментор на кънтри певицата Кейт Улф. През 1998 г. той е първият носител на наградата Kate Wolf Memorial Award от Световната асоциация за фолклорна музика. Той записва песни и истории с Розали Сорелс на компактдиск, наречен The Long Memory (1996), първоначално колежански проект „Worker's Doxology“ за 1992 г. „Cold-drill Magazine“ на държавния университет в Бойзи. Неговата почитателка Ани Дифранко записва с него два компактдиска, The Past Didn't Go Anywhere (1996) и Fellow Workers (1999). Номиниран е за награда Грами за работата си с Ди Франко. Неговият „Green Rolling Hills“ е превърнат в кънтри хит от Емилу Харис, а The Goodnight-Loving Trail също се превръща в класика, записана от Иън Тайсън, Том Уейтс и други.

### По-късни години
Въпреки че е известен предимно с работата си като концертен изпълнител и организатор на труда, Филипс е работил и като архивист, мияч на съдове и складов служител.
През целия си живот Филипс е бил член на различни обществено-политически организации и групи. Силен поддръжник на трудовите борби, той е член на Индустриалните работници на света (IWW), Международния съюз на работниците в мините, мелниците и топилните заводи (Mine Mill) и Съюза на пътуващите музиканти AFM Local 1000. В знак на солидарност с бедните той е и почетен член на Dignity Village, общност за бездомни. Пацифист, той е член на Ветераните за мир и Центъра за мир на окръг Невада.
В личния си живот Филипс се радва на различни хобита и интереси. Те включват египтология; любителска химия; лингвистика; история (азиатска, африканска, мормонска и световна); futhark; дебат; и поезия. Той също се радва на кулинарни хобита, като туршия, готвене и градинарство.
Той се жени за Джоана Робинсън на 31 юли 1989 г. в Невада Сити.
Филипс става по-възрастен поддръжник за общността на фолклорната музика и пазител на истории и песни, които иначе биха останали в неизвестност. Той също е член на великата пътуваща нация, общността на скитници и железопътни скитници, която населява Средния запад на Съединените щати покрай железопътните линии, и е важен пазител на тяхната история и култура. Той също така става почетен член на множество фолклорни общества в САЩ и Канада.
Когато Кейт Улф се разболява и е принудена да отменя концерти, тя моли Филипс да я замести. Страдащ от заболяване, което затруднява свиренето на китара, Филипс се поколебава, като се позова на намаляващите си умения да свири на китара. „Никой никога не е идвал само за да те чуе как свириш“, казва тя. Филипс разказва тази история като начин да обясни как стилът му през годините все повече се основава на разказване на истории, вместо само на песни. Той беше талантлив разказвач и монолог и концертите му като цяло имаха равномерна комбинация от изречено и изпято съдържание. Той отдава голяма част от успеха си на своята личност. „По-добре е да бъдеш симпатичен, отколкото талантлив“, често казваше той самоиронично.
От 1997 г. до 2001 г. Филипс е домакин на собственото си седмично радио шоуто, Loafer's Glory: The Hobo Jungle of the Mind, произхождащо от KVMR и национално синдикирано. Шоуто е спряно след 100 епизода поради липса на финансиране.
Филипс е живял в Невада Сити, Калифорния, в продължение на 21 години, където е работил по стартирането на Hospitality House, приют за бездомни, и Центъра за мир и справедливост. „Това е моят град. Невада Сити е основното легло за организиране на общността.“
През август 2007 г. Филипс обявява, че ще се подложи на катетърна аблация, за да се справи със сърдечните си проблеми. По-късно същата есен Филипс обявява, че поради здравословни проблеми не може повече да прави турнета. До януари 2008 г. той решава да не присажда сърце.
Филипс почива на 23 май 2008 г. в Невада Сити, Калифорния, от усложнения на сърдечно заболяване, осем дни след 73-ия си рожден ден и е погребан в гробището „Форест Вю“ в Невада Сити.

## Лични документи
Архивни материали, свързани с личния и професионалния живот на Филипс, са отворени за изследване в библиотеката Walter P. Reuther в Детройт, Мичиган. Документите включват кореспонденция, интервюта, писания, бележки, договори, листовки, публикации, статии, изрезки, снимки, аудиовизуални записи и други материали.

## Дискография

### Солови албуми
| Название                                                                  | Година на издаване | Лейбъл                                      |
| ------------------------------------------------------------------------- | ------------------ | ------------------------------------------- |
| Nobody Knows Me                                                           | 1961               | Prestige Records                            |
| Good Though!                                                              | 1973               | Philo Records                               |
| El Capitan                                                                | 1975               | Philo Records                               |
| All Used Up: A Scrapbook                                                  | 1980               | Philo Records                               |
| We Have Fed You All a Thousand Years                                      | 1983               | Philo Records                               |
| The Old Guy                                                               | 1989               | Makin' Jam, Etc.                            |
| I've Got to Know                                                          | 1992               | Alcazar Records (reissued 2003 by AK Press) |
| The Past Didn't Go Anywhere – с Ани Дифранко                              | 1996               | Righteous Babe Records                      |
| Loafer's Glory – с Марк Рос                                               | 1997               | Red House Records                           |
| The Telling Takes Me Home (includes tracks from El Capitan и All Used Up) | 1997               | Philo/Rounder                               |
| Fellow Workers – с Ани Дифранко                                           | 1999               | Righteous Babe                              |
| The Moscow Hold                                                           | 1999               | Red House Records                           |
| Making Speech Free                                                        | 2000               | Free Dirt Records                           |
| Starlight on the Rails: A Songbook (4-cd компилация)                      | 2005               | AK Press/Daemon/Free Dirt                   |

### Други албуми
| Название                                                                                        | Година на издаване | Лейбъл               |
| ----------------------------------------------------------------------------------------------- | ------------------ | -------------------- |
| Don't Mourn – Organize!: Songs of Labor Songwriter Joe Hill – Various Artists                   | 1985               | Smithsonian Folkways |
| Rebel Voices: Songs of the Industrial Workers of the World – Various Artists                    | 1992               | Flying Fish Records  |
| The Long Memory – Utah Phillips and Rosalie Sorrels                                             | 1996               | Red House Records    |
| Heart Songs: The Old Time Country Songs of Utah Phillips – Джуди Стекър и Кейт Брислейн         | 1997               | Rounder Records      |
| Legends of Folk – Юта Филипс, Рамблейн' Джак Елиът и Spider Джон Кърнър                         | 1997               | Red House Records    |
| The Rose Tattoo Live – Trains, Tramps And Traditions The Rose Tattoo                            | 2001               | Cookie Man Music     |
| May Day at the Pabst – Юта Филипс, Лари Пен, recorded live in Milwaukee                         | 2006               | Cookie Man Music     |
| Strangers in Another Country: The Songs of Bruce „Utah“ Phillips – Rosalie Sorrels              | 2008               | Red House            |
| Singing Through the Hard Times: A Tribute to Utah Phillips – Various Artists                    | 2009               | Righteous Babe       |
| Long Gone: Utah Remembers Bruce „Utah“ Phillips – Various Artists from the Region of Utah, USA. | 2011               | Waterbug Records     |